# Buckfield (Maine)
Buckfield est une ville américaine située dans le Comté d'Oxford, dans le Maine. Selon le recensement de 2020, sa population est de 1 983 habitants.